# Aurel Constantin Ilie
Aurel Constantin Ilie, né le 19 mai 1946, est un homme politique roumain. Il a été sénateur de 1996 à 2000.